# Ерег (озеро)
Ерег (угор. Öreg-tó) — озеро Угорщини, що знаходиться поблизу міста Тата у медьє Комаром-Естерґом.

## Назва
У перекладі із угорської мови Öreg-tó означає «Старе озеро».

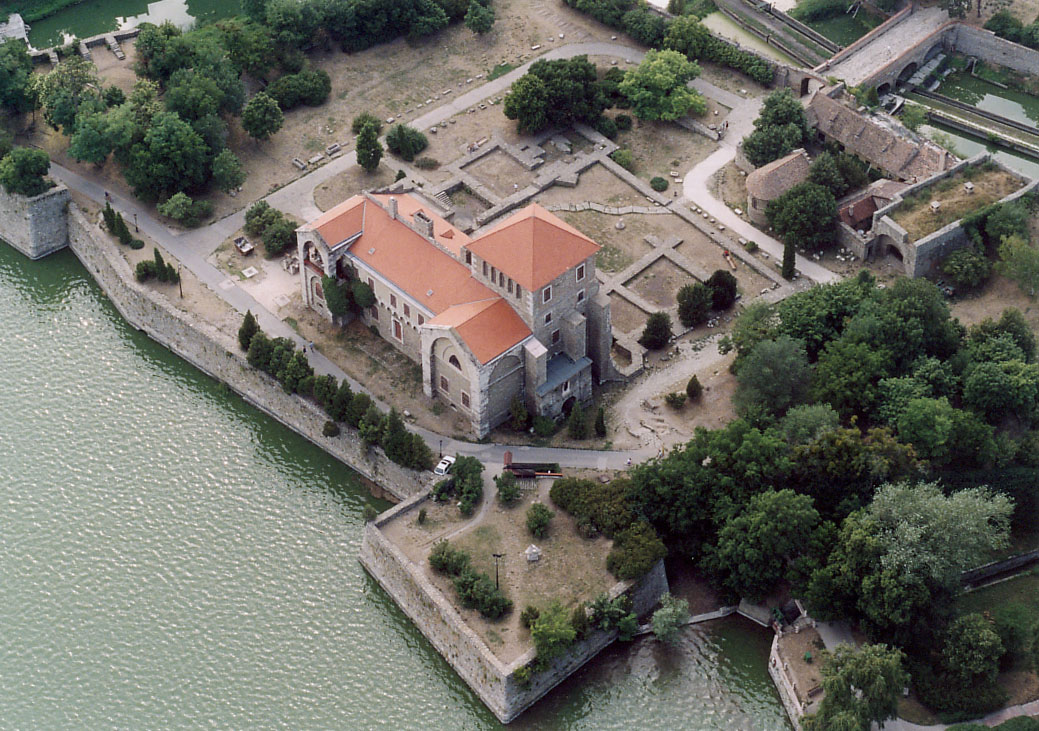
Замок Тата на березі озера

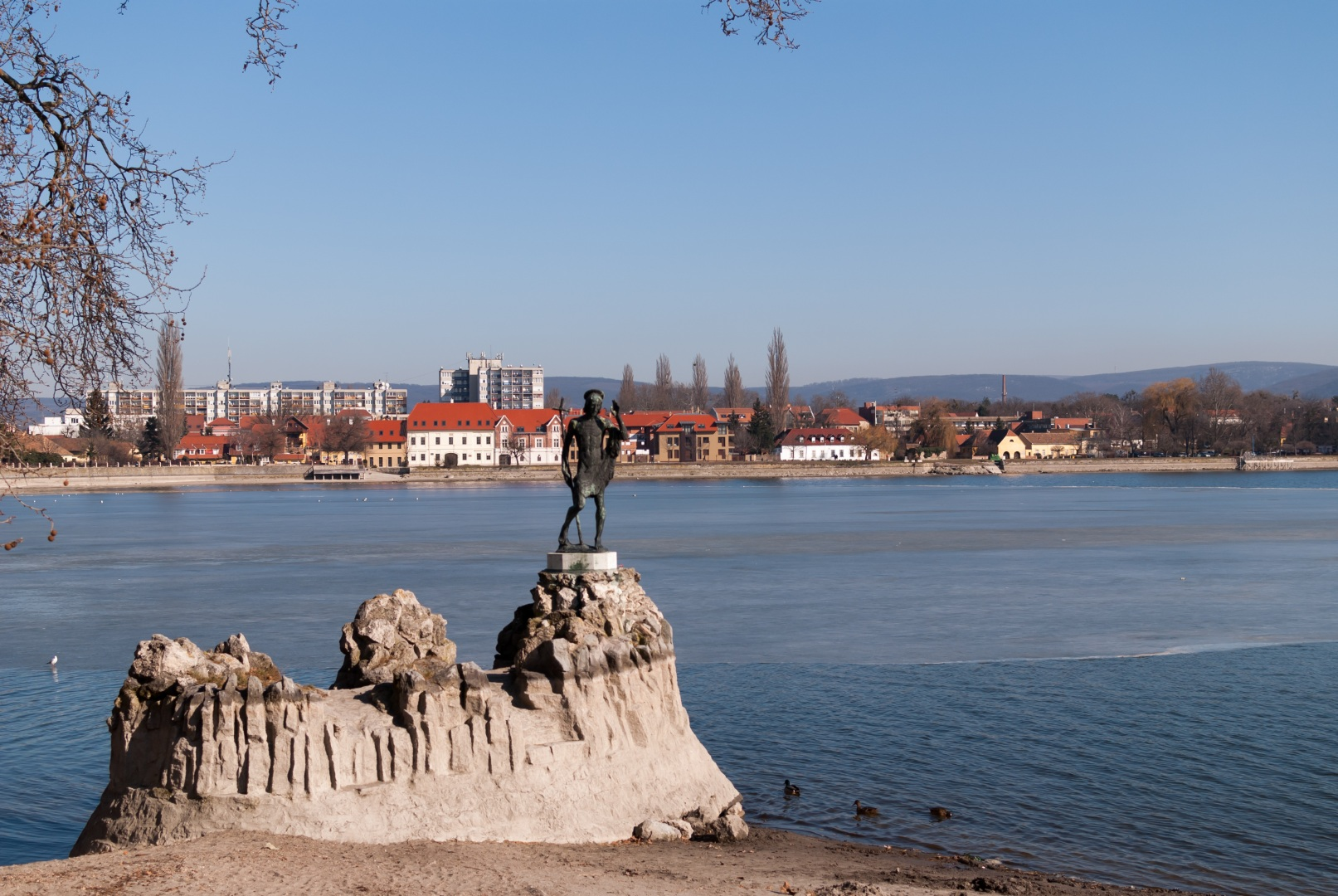
Статуя Івана Хрестителя на постаменті із природної скелі

## Розташування
Озеро розташоване в центрі міста Тата. Берег на південному сході озера покритий лісистою місцевістю. Воно живиться струмком Алтал (угор. Altal-ер) з південного сходу, який потім витікає з нього в північному напрямку через місто, поки зрештою не досягне Дунаю. На берегах озера стоїть замок Тата і палац Естерхазі.

## Фауна
Озеро є місцем зимівлі рідкісних видів птахів. Щорічно тут відпочивають близько 20 000 водних птахів. Тут зимує 12 % європейської популяції гуменника (Anser fabalis). Також на озері зимує значна популяція білолобої гуски (Anser albifrons). Тут зустрічається сіра гуска (Anser anser), гуменник короткодзьобий (Anser brachyrhynchus), казарка білощока (Branta leucopsis) і казарка чорна (Branta bernicla). Все частіше тут можна побачити рідкісний вид — казарку червоноволу (Branta ruficollis). Для зручності спостереження за птахами на березі озера в 1999 році побудована 11-метрова вежа спостереження.

## Значення
На озері процвітає комерційна риболовля. У літній період тут ходять річкові судна, розвинений каякінг та є греблярські клуби. Озеро є популярним місцем для серфінгу та віндсерфінгу. Взимку озеро використовується для катання на ковзанах та хокею. Улітку це популярний район для купання та засмагання.